# Ante Jurić
Ante Jurić (ur. 17 maja 1922 we Vranjicu, zm. 20 marca 2012 w Puli) – chorwacki duchowny katolicki, arcybiskup Splitu-Makarskiej w latach 1988–2000.

## Życiorys
Święcenia kapłańskie otrzymał 18 maja 1947.

## Episkopat
10 września 1988 papież Jan Paweł II mianował go arcybiskupem ordynariuszem archidiecezji Split-Makarska. Sakry biskupiej 16 października 1988 udzielił mu abp Frane Franić.
21 czerwca 2000 papież przyjął jego rezygnację z urzędu złożoną ze względu na wiek. Po przejściu na emeryturę był ojcem duchownym w seminarium Redemptoris Mater w Puli. Zmarł 20 marca 2012 w Puli.